# Inopsis imitata
Inopsis imitata là một loài bướm đêm thuộc phân họ Arctiinae, họ Erebidae.